# كونستانس بريسكو
كونستانس بريسكو (بالإنجليزية: Constance Briscoe)‏ هي قاضية ومحامية في القضاء العالي بريطانية، ولدت في 18 مايو 1957.